# Great Moon Hoax
Great Moon Hoax (literalment “la gran broma de la lluna”) va ser una notícia falsa publicada en una sèrie de sis articles periodístics apareguts a l'agost de 1835 a The Sun de Nova York, tot informant sobre el descobriment de vida a la lluna. La suposada troballa, atribuïda falsament a l'astrònom britànic John Herschel, que en aquelles dates (desconeixedor de la notícia) estava fent observacions astronòmiques prop de cerca de Ciutat del Cap (Sud-àfrica), relatava l'existència al satèl·lit de la terra d'oceans, rius, boscos, ramats de bisons i gaseles, aus, castors bípedes i humanoides alats, que haurien estat observats mitjançant el telescopi de més augments construït fins aleshores.
Els articles estaven firmats per un inexistent Dr. Andrew Grant. Posteriorment, es van atribuir a Richard Adams Locke, un dels reporters del periòdic, encara que aquest mai va reconèixer públicament la seva participació en la redacció de la notícia.

## Referències

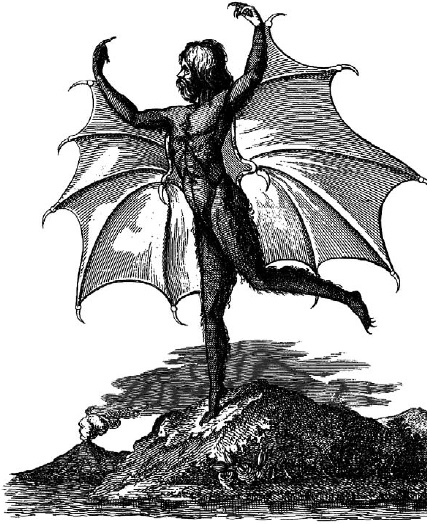
Criatura de la lluna segons “Great moon hoax”
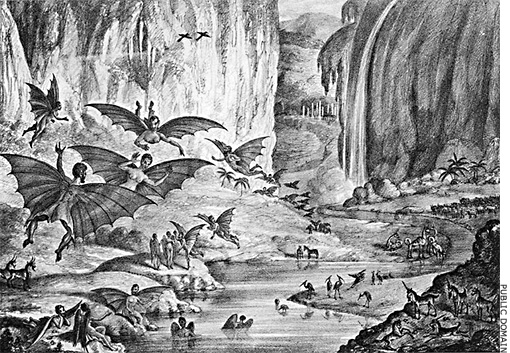
Litografia de l'"amfiteatre de robí" publicada en el 4t (de 6) article de The Sun. 28 d'agost de 1835